# Epiricania hagoromo
Epiricania hagoromo is een vlinder uit de familie van de Epipyropidae. De wetenschappelijke naam van de soort is voor het eerst geldig gepubliceerd in 1939 door Kato.